# Discografia de ABBA
Este artigo contém a discografia da banda sueca ABBA, muito popular nos anos 70 e que possui milhões de discos vendidos a nível mundial. Seu álbum mais bem-sucedido, a coletânea ABBA Gold, lançado em 1992, possui vendas de aproximadamente 30 milhões de unidades no mundo inteiro e tornou-se um dos álbuns mais populares de toda a historia.

## Álbuns

### Álbuns de estúdio
| Título                                                                       | Detalhes | Posições nas paradas | Posições nas paradas | Posições nas paradas | Posições nas paradas | Posições nas paradas | Posições nas paradas | Posições nas paradas | Posições nas paradas | Posições nas paradas | Posições nas paradas | Posições nas paradas | Vendas                                                     | Certificações                                                                               |
| Título                                                                       | Detalhes | SWE                  | AUS                  | AUT                  | CAN                  | FRA                  | GER                  | NLD                  | NOR                  | NZ                   | UK                   | US                   | Vendas                                                     | Certificações                                                                               |
| ---------------------------------------------------------------------------- | --- | -------------------- | -------------------- | -------------------- | -------------------- | -------------------- | -------------------- | -------------------- | -------------------- | -------------------- | -------------------- | -------------------- | ---------------------------------------------------------- | ------------------------------------------------------------------------------------------- |
| Ring Ring                                                                    | - Lançado: 26 de março de 1973 - Selo: Polar, Universal Music - Formatos: LP, CD, cassette, DD                 | 2                    | 10                   | —                    | —                    | —                    | —                    | —                    | 10                   | 32                   | —                    | —                    | - AUS: 150,000                                             | - AUS: 3× Platina                                                                           |
| Waterloo                                                                     | - Lançado: 4 de março de 1974 - Selo: Polar, Universal Music - Formatos: LP, CD, cassette, DD                  | 1                    | 18                   | —                    | —                    | —                    | 6                    | 74                   | 1                    | 38                   | 28                   | 145                  | - AUS: 100,000 - GER: 500,000                              | - AUS: 2× Platina - UK: Prata - GER: Platina                                                |
| ABBA                                                                         | - Lançado: 21 de abril de 1975 - Selo: Polar, Universal Music - Formatos: LP, CD, cassette, DD                 | 1                    | 1                    | —                    | 55                   | —                    | —                    | 3                    | 1                    | 3                    | 13                   | 174                  | - AUS: 570,000                                             | - AUS: 10× Platina - UK: Ouro                                                               |
| Arrival                                                                      | - Lançado: 11 de outubro de 1976 - Selo: Polar, Universal Music - Formatos: LP, CD, cassette, DD               | 1                    | 1                    | 12                   | 3                    | 15                   | 1                    | 1                    | 1                    | 1                    | 1                    | 20                   | - AUS: 960,000 - GER: 1,500,000 - UK: 1,700,000            | - AUS: 18× Platina - CAN: 2× Platina - GER: 2× Platina - UK: Platina - US: Ouro             |
| The Album                                                                    | - Lançado: 12 de dezembro de 1977 - Selo: Polar, Universal Music - Formatos: LP, CD, cassette, DD              | 1                    | 4                    | 2                    | 8                    | 13                   | 2                    | 1                    | 1                    | 1                    | 1                    | 14                   | - AUS: 50,000 - GER: 500,000 - UK: 750,000 - US: 1,500,000 | - CAN: 2× Platina - GER: Platina - UK: Platina - US: Platina                                |
| Voulez-Vous                                                                  | - Lançado: 23 de abril de 1979 - Selo: Polar, Universal Music - Formatos: LP, CD, cassette, DD                 | 1                    | 5                    | 2                    | 6                    | 6                    | 1                    | 1                    | 1                    | 2                    | 1                    | 19                   | - AUS: 200,000 - GER: 500,000 - UK: 300,000 - US: 500,000  | - CAN: 2× Platina - GER: Platina - UK: Platina - US: Ouro                                   |
| Super Trouper                                                                | - Lançado: 3 de novembro de 1980 - Selo: Polar, Universal Music - Formatos: LP, CD, cassette, DD               | 1                    | 5                    | 3                    | 7                    | 8                    | 1                    | 1                    | 1                    | 5                    | 1                    | 17                   | - AUS: 50,000 - GER: 1,000,000 - UK: 850,000 - US: 500,000 | - GER: 2× Platina - UK: Platina - US: Ouro                                                  |
| The Visitors                                                                 | - Lançado: 30 de novembro de 1981 - Selo: Polar, Universal Music - Formatos: LP, CD, cassette, DD              | 1                    | 22                   | 3                    | 18                   | 12                   | 1                    | 1                    | 1                    | 19                   | 1                    | 29                   | - AUS: 35,000 - GER: 750,000 - UK: 300,000                 | - GER: Platina - UK: Platina                                                                |
| Voyage                                                                       | - Lançamento: 5 de novembro de 2021 - Selo: Polar, Universal Music - Formatos: LP, CD, cassette, DD, streaming | 1                    | 1                    | 1                    | 1                    | 1                    | 1                    | 1                    | 1                    | 1                    | 1                    | 2                    | - AUS: 35,000 - GER: 400,000 - UK: 400,000                 | - SWE: 2× Platina - AUS: Ouro - AUT: Platina - FRA: Platina - GER: 2× Platina - UK: Platina |
| "—" denota que a gravação não foi lançada no país ou não chegou nas paradas. | |                      |                      |                      |                      |                      |                      |                      |                      |                      |                      |                      |                                                            |                                                                                             |

### Compilações
| Título                                                                       | Detalhes                                                                                          | Posições nas paradas | Posições nas paradas | Posições nas paradas | Posições nas paradas | Posições nas paradas | Posições nas paradas | Posições nas paradas | Posições nas paradas | Posições nas paradas | Posições nas paradas | Posições nas paradas | Certificações                                                                                         |
| Título                                                                       | Detalhes                                                                                          | SWE                  | AUS                  | AUT                  | CAN                  | FRA                  | GER                  | NLD                  | NOR                  | NZ                   | UK                   | US                   | Certificações                                                                                         |
| ---------------------------------------------------------------------------- | ------------------------------------------------------------------------------------------------- | -------------------- | -------------------- | -------------------- | -------------------- | -------------------- | -------------------- | -------------------- | -------------------- | -------------------- | -------------------- | -------------------- | --- |
| Greatest Hits                                                                | - Lançado: 17 de novembro de 1975 - Selo: Polar, Universal Music - Formatos: LP, CD, cassette, DD | 1                    | —                    | —                    | 2                    | 9                    | —                    | —                    | 1                    | —                    | 1                    | 48                   | - CAN: 5× Platina - GER: Ouro - UK: 8× Platina - US: Platina                                          |
| The Best of ABBA                                                             | - Lançado: de novembro de 1975 - Selo: RCA Records - Formatos: LP, CD, cassette                   | —                    | 1                    | 1                    | —                    | —                    | 1                    | 7                    | 14                   | 1                    | —                    | —                    | - AUS: 22× Platina - CAN: Ouro - GER: 2× Ouro                                                         |
| Greatest Hits Vol. 2                                                         | - Lançado: 29 de outubro de 1979 - Selo: Polar, Universal Music - Formatos: LP, CD, cassette      | 20                   | 20                   | 2                    | 8                    | 5                    | 6                    | 2                    | 25                   | 3                    | 1                    | 46                   | - GER: Platina - UK: Platina - US: Ouro                                                               |
| The Singles: The First Ten Years                                             | - Lançado: 8 de novembro de 1982 - Selo: Polar, Atlantic - Formatos: LP, CD, cassette             | 29                   | 18                   | —                    | 24                   | 6                    | 5                    | 5                    | 33                   | 5                    | 1                    | 62                   | - GER: Ouro - UK: Platina                                                                             |
| ABBA Gold: Greatest Hits                                                     | - Lançado: 21 de setembro de 1992 - Selo: PolyGram, Universal - Formatos: LP, CD, cassette, DD    | 1                    | 1                    | 1                    | 4                    | 1                    | 1                    | 3                    | 1                    | 3                    | 1                    | 36                   | - AUS: 17× Platina - CAN: Diamante - FRA: Diamante - GER: 10× Ouro - UK: 17× Platina - US: 6× Platina |
| More ABBA Gold: More ABBA Hits                                               | - Lançado: 24 de maio de 1993 - Selo: PolyGram, Universal - Formatos: LP, CD, cassette, DD        | 3                    | 38                   | 7                    | —                    | 10                   | 9                    | 10                   | 16                   | —                    | 13                   | —                    | - CAN: Ouro - GER: Ouro - FRA: Ouro - UK: Platina                                                     |
| Love Stories                                                                 | - Lançado: 26 de outubro de 1998 - Selo: Polydor (Universal) - Formatos: LP, CD, cassette         | —                    | —                    | 15                   | —                    | —                    | 82                   | —                    | 30                   | 24                   | 51                   | —                    | |
| The Definitive Collection                                                    | - Lançado: 2 de novembro de 2001 - Selo: Universal Music - Formatos: CD, DD                       | 26                   | 10                   | 38                   | —                    | 12                   | 14                   | 39                   | 8                    | 9                    | 17                   | 186                  | - AUS: 2× Platina - FRA: Ouro - GER: Platina - UK: Ouro                                               |
| 18 Hits                                                                      | - Lançado: 8 de setembro de 2005 - Selo: Universal Music - Formatos: CD, DD                       | —                    | 32                   | —                    | —                    | 15                   | 58                   | —                    | —                    | —                    | 15                   | —                    | - AUS: 3× Platina - UK: Platina                                                                       |
| Number Ones                                                                  | - Lançado: 20 de novembro de 2006 - Selo: Universal Music - Formatos: CD, DD                      | 20                   | 36                   | 22                   | —                    | —                    | 24                   | 47                   | 25                   | 1                    | 15                   | —                    | - UK: Ouro                                                                                            |
| "—" denota que a gravação não foi lançada no país ou não chegou nas paradas. |                                                                                                   |                      |                      |                      |                      |                      |                      |                      |                      |                      |                      |                      | |

### Álbuns ao vivo
| Título                                                                       | Detalhes                                                                      | Posições nas paradas | Posições nas paradas | Posições nas paradas | Posições nas paradas | Posições nas paradas | Posições nas paradas | Posições nas paradas | Posições nas paradas |
| Título                                                                       | Detalhes                                                                      | AUT                  | BEL (FLA)            | FRA                  | GER                  | NLD                  | SWE                  | SWI                  | UK                   |
| ---------------------------------------------------------------------------- | ----------------------------------------------------------------------------- | -------------------- | -------------------- | -------------------- | -------------------- | -------------------- | -------------------- | -------------------- | -------------------- |
| ABBA Live                                                                    | - Lançado: 18 de agosto de 1986 - Selo: Polar, Universal - Formatos: LP, CD   | —                    | —                    | —                    | —                    | 47                   | 49                   | —                    | —                    |
| Live at Wembley Arena                                                        | - Lançado: 29 de setembro de 2014 - Selo: Polar, Universal - Formatos: LP, CD | 9                    | 16                   | 87                   | 9                    | 12                   | 15                   | 10                   | 30                   |
| "—" denota que a gravação não foi lançada no país ou não chegou nas paradas. |                                                                               |                      |                      |                      |                      |                      |                      |                      |                      |

### Box sets
| Thank You for the Music                                                      | - Lançado: 31 de outubro de 1994 - Selo: PolyGram - Formatos: CD, digital download         | 17 | 76 | —  | —  | —  | — |    |
| The Complete Studio Recordings                                               | - Lançado: 7 de novembro de 2005 - Selo: Universal Music - Formatos: CD                    | —  | —  | —  | —  | —  | — | —  |
| The Albums                                                                   | - Lançado: 11 de novembro de 2008 - Selo: Universal Music - Formatos: CD, digital download | 4  | —  | 57 | 61 | 37 | 7 | 89 |
| "—" denota que a gravação não foi lançada no país ou não chegou nas paradas. |                                                                                            |    |    |    |    |    |   |    |

### Compilações adicionais
| Título                                                                       | Detalhes                                                                                             | Posições nas paradas | Posições nas paradas | Posições nas paradas | Posições nas paradas | Posições nas paradas | Posições nas paradas | Posições nas paradas | Posições nas paradas | Posições nas paradas | Posições nas paradas | Certificações             |
| Título                                                                       | Detalhes                                                                                             | AUT                  | CAN                  | GER                  | JPN                  | NLD                  | NOR                  | NZ                   | SWI                  | UK                   | US                   | Certificações             |
| ---------------------------------------------------------------------------- | --- | -------------------- | -------------------- | -------------------- | -------------------- | -------------------- | -------------------- | -------------------- | -------------------- | -------------------- | -------------------- | ------------------------- |
| ABBA Greatest Hits 24                                                        | - Lançado: 1976 (Japan)                                                                              | —                    | —                    | —                    | —                    | —                    | —                    | —                    | —                    | —                    | —                    |                           |
| The Very Best of ABBA: ABBA's Greatest Hits                                  | - Lançado: 1976 (Germany)                                                                            | 19                   | —                    | 2                    | —                    | —                    | —                    | —                    | —                    | —                    | —                    | - GER: 3× Ouro            |
| All About ABBA                                                               | - Lançado: 1978 (Japan)                                                                              | —                    | —                    | —                    | —                    | —                    | —                    | —                    | —                    | —                    | —                    |                           |
| The Magic of ABBA                                                            | - Lançado: 1980                                                                                      | —                    | —                    | —                    | —                    | —                    | —                    | —                    | —                    | —                    | —                    |                           |
| A Wie ABBA/A Van ABBA                                                        | - Lançado: 1981 (Germany/Netherlands)                                                                | 1                    | —                    | 1                    | —                    | 1                    | —                    | —                    | —                    | —                    | —                    | - GER: Ouro               |
| Very Best of ABBA                                                            | - Lançado: 1981 (Japan)                                                                              | —                    | —                    | —                    | —                    | —                    | —                    | —                    | —                    | —                    | —                    |                           |
| I Love ABBA                                                                  | - Lançado: 1983                                                                                      | 5                    | —                    | 10                   | —                    | —                    | —                    | —                    | 14                   | —                    | —                    |                           |
| Thank You for the Music                                                      | - Lançado: 1983 (UK)                                                                                 | —                    | —                    | —                    | —                    | —                    | —                    | —                    | —                    | 17                   | —                    | - UK: Ouro                |
| From ABBA With Love                                                          | - Lançado: 1984 (Netherlands)                                                                        | —                    | —                    | —                    | —                    | 6                    | —                    | —                    | —                    | —                    | —                    |                           |
| Absolute ABBA                                                                | - Lançado: 1988                                                                                      | —                    | —                    | —                    | —                    | —                    | —                    | —                    | —                    | 70                   | —                    | - UK: Ouro                |
| The Love Songs                                                               | - Lançado: 1989 (Netherlands)                                                                        | —                    | —                    | —                    | —                    | 18                   | —                    | —                    | —                    | —                    | —                    |                           |
| The Music Still Goes On                                                      | - Lançado: 16 de abril de 1996 (Australia) - Selo: Spectrum (Universal) - Formatos: CD, Cassette, LP | —                    | —                    | —                    | —                    | —                    | —                    | —                    | —                    | —                    | —                    | - UK: Ouro                |
| 25 Jaar Na Waterloo                                                          | - Lançado: 2 de abril de 1999 (Netherlands)                                                          | —                    | —                    | —                    | —                    | 1                    | —                    | —                    | —                    | —                    | —                    |                           |
| 25 Jaar Na Waterloo – Deel 2                                                 | - Lançado: 10 de setembro de 1999 (Netherlands)                                                      | —                    | —                    | —                    | —                    | 7                    | —                    | —                    | —                    | —                    | —                    |                           |
| The Complete Singles Collection                                              | - Lançado: 23 de novembro de 1999 (Germany) - Selo: Polydor (Universal) - Formatos: CD, Cassette     | 11                   | —                    | 10                   | —                    | —                    | —                    | —                    | 6                    | —                    | —                    | - SWI: Ouro               |
| 20th Century Masters The Millennium Collection: The Best of ABBA             | - Lançado: 26 de setembro de 2000 (NA) - Selo: Polydor - Formatos: CD, Cassette                      | —                    | 20                   | —                    | —                    | —                    | —                    | —                    | —                    | —                    | 189                  | - US: Ouro - CAN: Platina |
| SOS: The Best of ABBA                                                        | - Lançado: 7 de fevereiro de 2001 (Japan) - Selo: Universal - Formatos: CD                           | —                    | —                    | —                    | 3                    | —                    | —                    | —                    | —                    | —                    | —                    | - JPN: 3× Platina         |
| The Name Of The Game                                                         | - Lançado: de outubro de 2002 - Selo: Universal - Format: CD                                         | —                    | —                    | —                    | 126                  | —                    | —                    | —                    | —                    | —                    | —                    | - EU: Platina - UK: Ouro  |
| The ABBA Story                                                               | - Lançado: 6 de julho de 2004 (GER) - Selo: Universal - Formatos: CD, Digital Download               | 21                   | —                    | 31                   | —                    | —                    | —                    | —                    | 14                   | —                    | —                    |                           |
| The Ultimate Collection                                                      | - Lançado: 2004 - Format: CD                                                                         | —                    | —                    | —                    | —                    | —                    | —                    | —                    | —                    | —                    | —                    | - UK: Ouro                |
| Icon                                                                         | - Lançado: 2010 - Format: CD                                                                         | —                    | 71                   | —                    | —                    | 24                   | —                    | —                    | —                    | —                    | —                    | - CAN: Platina            |
| "—" denota que a gravação não foi lançada no país ou não chegou nas paradas. | |                      |                      |                      |                      |                      |                      |                      |                      |                      |                      |                           |

## Singles
| Ano  | Single                                         | Reino Unido | Hot100 | AC | Suécia | Países Baixos | França | Espanha | República da Irlanda | Alemanha | Noruega | Bélgica | Austrália | Japão | Canadá | México | Argentina | África do Sul | Álbum                                 |
| ---- | ---------------------------------------------- | ----------- | ------ | -- | ------ | ------------- | ------ | ------- | -------------------- | -------- | ------- | ------- | --------- | ----- | ------ | ------ | --------- | ------------- | ------------------------------------- |
| 1972 | "She's My Kind of Girl"1                       |             |        |    | -      | -             | 97     |         |                      | -        |         | -       |           | 7     |        |        |           |               | Ring Ring                             |
| 1972 | "People Need Love"                             |             |        |    | 3      | -             |        |         |                      | -        |         | -       |           |       |        |        |           |               | Ring Ring                             |
| 1972 | "He Is Your Brother"                           |             |        |    | 1      |               |        |         |                      |          |         |         |           |       |        |        |           |               | Ring Ring                             |
| 1973 | "Ring Ring (Bara Du Slog En Signal)"           |             |        |    | 1      |               |        |         |                      |          |         |         |           |       |        |        |           |               | Ring Ring                             |
| 1973 | "Ring Ring"2                                   | 32          |        |    | 2      | 5             | 82     | -       | -                    | -        | 2       | 1       | 92        | -     |        |        | -         | 3             | Ring Ring                             |
| 1973 | "Love Isn't Easy (But It Sure Is Hard Enough)" |             |        |    | 3      |               |        |         |                      |          |         |         |           |       |        |        |           |               | Ring Ring                             |
| 1973 | "Nina, Pretty Ballerina"                       |             |        |    |        | -             |        |         |                      | -        |         | -       |           |       |        |        |           |               | Ring Ring                             |
| 1973 | "Rock'n Roll Band"                             |             |        |    |        | -             |        |         |                      | -        |         | -       |           |       |        |        |           |               | Ring Ring                             |
| 1973 | "Another Town, Another Train"                  |             |        |    |        | -             |        |         |                      | -        |         | -       |           |       |        |        |           |               | Ring Ring                             |
| 1974 | "Waterloo (Swedish version)"                   |             |        |    | 2      |               |        |         |                      |          |         |         |           |       |        |        |           |               | Waterloo                              |
| 1974 | "Waterloo"                                     | 1           | 6      |    | 3      | 2             | 3      | 3       | 1                    | 1        | 1       |         | 4         | -     | 7      | -      | -         | 1             | Waterloo                              |
| 1974 | "Honey, Honey"                                 |             | 27     | 27 |        | 16            |        | -       |                      | 2        |         | 12      | 30        | -     | 18     |        |           |               | Waterloo                              |
| 1974 | "Hasta Mañana"                                 |             |        |    | 1      |               |        |         |                      |          |         |         | 16        | -     |        |        |           | 2             | Waterloo                              |
| 1974 | "So Long"                                      | -           |        |    | 7      |               | 64     | -       | -                    | 11       |         | 29      | -         | -     |        |        |           |               | ABBA                                  |
| 1975 | "I've Been Waiting For You"                    |             |        |    |        |               |        |         |                      |          |         |         | 49        |       |        |        |           |               | ABBA                                  |
| 1975 | "Ring Ring (re-release)"                       |             |        |    |        |               |        |         |                      |          |         |         | 7         |       |        |        |           |               | Ring Ring                             |
| 1975 | "I Do, I Do, I Do, I Do, I Do"                 | 38          | 15     | 8  |        | 3             | 14     | -       | -                    | 6        | 2       | 2       | 1         |       | 12     | -      |           | 1             | ABBA                                  |
| 1975 | "SOS"                                          | 6           | 15     | 19 |        | 2             |        |         | 4                    | 1        | 2       | 1       | 1         | -     | 9      | 1      |           | 1             | ABBA                                  |
| 1975 | "Bang-a-Boomerang"                             |             |        |    |        |               | 59     |         |                      |          |         |         |           |       |        |        |           | -             | ABBA                                  |
| 1975 | "Mamma Mia"                                    | 1           | 32     | 12 |        | 13            |        | -       | 1                    | 1        | 2       | 1       | 1         | -     | 18     |        | -         | 5             | ABBA                                  |
| 1976 | "Fernando"                                     | 1           | 13     | 1  | 2      | 1             | 1      | 3       | 1                    | 1        | 2       | 1       | 1         | -     | 2      | 1      | -         | 1             | Greatest Hits/Arrival (relançamento)  |
| 1976 | "Rock Me"                                      |             |        |    |        |               |        |         |                      |          |         |         | 4         |       |        |        |           |               | ABBA                                  |
| 1976 | "Dancing Queen"                                | 1           | 1      | 6  | 1      | 1             | 5      | 1       | 1                    | 1        | 1       | 1       | 1         | 19    | 2      | 1      | -         | 1             | Arrival                               |
| 1976 | "Money, Money, Money"                          | 3           | 56     | 38 |        | 1             | 1      |         | 2                    | 1        | 2       | 1       | 1         |       | 47     | 1      | -         | -             | Arrival                               |
| 1976 | "Dum Dum Diddle"                               |             |        |    |        | -             |        |         |                      | -        |         | -       |           |       |        |        |           |               | Arrival                               |
| 1977 | "That's Me"                                    |             |        |    |        |               |        |         |                      |          |         |         |           | 75    |        |        |           |               | Arrival                               |
| 1977 | "Knowing Me, Knowing You"                      | 1           | 14     | 7  |        | 3             | 9      | 17      | 1                    | 1        | 6       | 2       | 9         |       | 2      | 1      |           | 1             | Arrival                               |
| 1977 | "King Kong Song"                               |             |        |    | 4      |               |        |         |                      |          |         |         | 94        |       |        |        |           |               | Waterloo                              |
| 1977 | "The Name of the Game"                         | 1           | 12     | 9  | 2      | 2             | 12     | -       | 2                    | 7        | 3       | 2       | 6         | -     | 14     | 10     |           | 3             | The Album                             |
| 1978 | "Take a Chance on Me"                          | 1           | 3      | 9  |        | 2             | 10     | -       | 1                    | 3        | 8       | 1       | 12        | 67    | 3      | 1      |           | 6             | The Album                             |
| 1978 | "One Man One Woman"                            |             |        |    |        |               |        |         |                      |          |         |         |           |       |        |        |           |               | The Album                             |
| 1978 | "Eagle"3                                       |             |        |    |        | 4             | 36     | -       |                      | 6        |         | 1       | 82        | 62    |        |        |           |               | The Album                             |
| 1978 | "Thank You for the Music"                      |             |        |    |        |               |        |         |                      |          |         |         |           |       |        |        | -         | 2             | The Album                             |
| 1978 | "Summer Night City"                            | 5           |        |    | 1      |               |        |         |                      |          |         |         |           |       | 34     | 10     |           |               | Greatest Hits vol. 2                  |
| 1979 | "Chiquitita"                                   | 2           | 29     | 15 | 2      | 1             | 13     | 1       | 1                    | 3        | 4       | 1       | 4         | 19    | 17     | 1      | 7         | 1             | Voulez-Vous                           |
| 1979 | "Chiquitita (Spanish version)"                 |             |        |    |        |               | -      | 5       |                      |          |         |         | -         |       |        | 1      | 1         | -             | Voulez-Vous                           |
| 1979 | "Does Your Mother Know"                        | 4           | 19     | 41 |        | 4             | 26     |         | 3                    | 10       |         | 1       | 7         |       | 8      | 17     |           | 12            | Voulez-Vous                           |
| 1979 | "Estoy Soñando"                                |             |        |    |        |               | -      | 15      |                      |          |         |         |           |       |        | 3      | 4         |               | Gracias Por La Música                 |
| 1979 | "Voulez-Vous"4                                 |             | 80     | 40 |        | 4             | 9      | 9       | 3                    | 14       |         | 1       | 79        | 18    | 43     |        |           |               | Voulez-Vous                           |
| 1979 | "Angeleyes"                                    | 3           | 64     | 37 |        |               |        |         |                      |          |         |         |           |       | 39     |        |           |               | Voulez-Vous                           |
| 1979 | "As Good As New"                               |             |        |    |        |               |        |         |                      |          |         |         |           |       |        | 1      |           |               | Voulez-Vous                           |
| 1979 | "Gimme! Gimme! Gimme! (A Man After Midnight)"  | 3           |        |    |        | 2             | 1      | -       | 1                    | 3        | 2       | 1       | 8         | 17    |        |        |           | 16            | Greatest Hits vol. 2                  |
| 1979 | "I Have a Dream"                               | 2           |        |    |        | 1             | 42     | 3       | 2                    | 4        |         | 1       | 64        |       |        |        |           | 3             | Voulez-Vous                           |
| 1980 | "Gracias Por La Música"                        |             |        |    |        |               |        |         |                      |          |         |         |           |       |        | 15     | 4         |               | Gracias Por La Música                 |
| 1980 | "¡Dame! ¡Dame! ¡Dame!"                         |             |        |    |        |               |        |         |                      |          |         |         |           |       |        |        |           |               | Gracias Por La Música                 |
| 1980 | "The Winner Takes It All"                      | 1           | 8      | 1  | 2      | 1             | 5      | 10      | 1                    | 4        | 3       | 1       | 7         | 33    | 10     | 5      | -         | 1             | Super Trouper                         |
| 1980 | "On and On and On"                             |             | 90     |    |        |               |        |         |                      |          |         |         | 9         | 52    |        |        |           |               | Super Trouper                         |
| 1980 | "Andante, Andante"                             |             |        |    |        |               |        |         |                      |          |         |         |           |       |        |        |           |               | Super Trouper                         |
| 1980 | "The Piper"                                    |             |        |    |        |               |        |         |                      |          |         |         |           |       |        |        |           |               | Super Trouper                         |
| 1980 | "Super Trouper"                                | 1           | 45     | 14 | 11     | 1             | 4      | 8       | 1                    | 1        | 2       | 1       | 77        | 93    | 32     | 3      |           |               | Super Trouper                         |
| 1980 | "Felicidad"                                    |             |        |    |        |               |        |         |                      |          |         |         |           |       |        |        | 5         |               | Super Trouper                         |
| 1980 | "Happy New Year"                               |             |        |    |        | -             |        |         |                      | -        |         |         |           |       |        |        |           |               | Super Trouper                         |
| 1981 | "Lay All Your Love on Me"5                     | 7           |        |    |        | -             | 18     |         | 8                    | 26       |         | 13      |           |       |        |        |           |               |                                       |
| 1981 | "One of Us"                                    | 3           | 107    | 33 | 2      | 1             | 8      | 7       | 1                    | 1        | 6       | 1       | 48        | -     |        |        |           | 4             | The Visitors                          |
| 1982 | "When All Is Said and Done"                    |             | 27     | 10 |        |               |        |         |                      |          |         | 81      |           |       |        | -      |           |               | The Visitors                          |
| 1982 | "No Hay A Quien Culpar"                        |             |        |    |        |               |        |         |                      |          |         |         |           |       |        | -      |           |               | The Visitors                          |
| 1982 | "Head over Heels"                              | 25          | -      |    |        | 4             | 10     | -       | 14                   | 19       |         | 2       |           | -     |        | 45     |           | -             | The Visitors                          |
| 1982 | "The Visitors"                                 |             | 63     |    |        |               |        |         |                      |          |         |         |           |       |        |        |           |               | The Visitors                          |
| 1982 | "Se Me Está Escapando"                         |             |        |    |        |               |        |         |                      |          |         |         |           |       |        |        |           |               | The Visitors                          |
| 1982 | "The Day Before You Came"                      | 32          | -      |    | 3      | 3             | 38     | -       | 12                   | 5        | 5       | 3       | 48        | -     |        | 19     |           | -             | The Singles - The First Ten Years     |
| 1983 | "Under Attack"                                 | 26          |        |    |        | 5             | 48     | -       | 11                   | 22       |         | 3       | 96        | -     |        | -      |           | -             | The Singles - The First Ten Years     |
| 1983 | "Cassandra"                                    |             |        |    |        |               |        |         |                      |          |         |         |           | -     |        | -      |           | -             | The Singles - The First Ten Years     |
| 1983 | "Thank You for the Music"                      | 33          |        |    |        |               | 58     |         | 17                   | 55       |         | -       |           |       |        |        |           |               | The Album                             |
| 1992 | "Dancing Queen"6                               | 16          |        |    | 15     | 15            |        |         |                      | 22       | 5       | 16      | 28        |       |        |        |           |               | ABBA Gold: Greatest Hits              |
| 1994 | "Dream World"                                  |             |        |    | 17     |               |        |         |                      |          |         |         |           |       |        |        |           |               | Thank You For The Music               |
| 1996 | "Put On Your White Sombrero"                   |             |        |    |        |               |        |         |                      |          |         |         |           |       |        |        |           |               | Thank You For The Music               |
| 1999 | "Happy New Year"                               |             |        |    | 27     | -             | 78     |         |                      | -        |         |         |           |       |        |        |           |               | The Complete Singles Collection       |
| 2001 | "SOS"7                                         |             |        |    | -      | -             |        |         |                      | -        |         | -       |           | 15    |        |        |           |               | SOS: The Best of ABBA                 |
| 2004 | "Waterloo"8                                    | 20          |        |    |        |               |        |         | 33                   |          |         |         |           |       |        |        |           |               | Waterloo: 30th Anniversary Collection |
| 2021 | "I Still Have Faith In You"                    | 14          |        |    | 2      | 21            |        |         | 18                   | 3        | 13      |         | 39        |       |        |        |           |               | Voyage                                |
| 2021 | "Don't Shut Me Down"                           | 9           |        |    | 1      | 18            |        |         | 12                   | 5        | 7       |         | 27        |       |        |        |           |               | Voyage                                |
|      |                                                | Reino Unido | Hot100 | AC | Suécia | Países Baixos | França | Espanha | República da Irlanda | Alemanha | Noruega | Bélgica | Austrália | Japão | Canadá | México | Argentina | África do Sul |                                       |
|      | Músicas número 1                               | 9           | 1      | 2  | 6      | 8             | 3      | 2       | 11                   | 9        | 2       | 16      | 6         | -     | -      | 8      | 1         | 8             |                                       |
|      | Músicas no Top 10                              | 20          | 4      | 8  | 19     | 22            | 12     | 10      | 18                   | 19       | 18      | 22      | 13        | 1     | 8      | 13     | 5         | 16            |                                       |

Observações
- - indica que a música não entrou para a lista das mais tocadas.
- uma caixa em branco indica que a música não foi lançada.

- 1"She's My Kind of a Girl" foi originalmente creditada "Björn & Benny" no Japão.
- 2"Ring Ring" foi originalmente creditada a "Björn & Benny, Agnetha & Frida" na Holanda. Sua entrada nas paradas do Reino Unido foi com o remix de 1974 (lançamento seguinte a "Waterloo" e sucesso nas paradas britânicas), e não com a original de 1973.
- 3"Eagle" foi lançada como um duplo A-side na Holanda, junto a "Thank You for the Music".
- 4"Voulez-Vous" foi lançada como A-side no Reino unido, junto a "Angeleyes". Nos Estados Unidos, "Voulez-Vous" e "Angeleyes" foram lançadas no mesmo single, porém classificadas nas paradas separadamente.
- 5"Lay All Your Love on Me" foi lançada como um single 12" nos Estados Unidos, Reino Unido e Alemanha.
- 6"Dancing Queen" foi um relançamente da música original para promover a compilação feita em 1992, ''ABBA Gold''.
- 7"SOS" foi relançada como um single duplo A-Side, junto a "Chiquitita" para promover a compilação japonesa SOS: The Best of ABBA. O single vendeu mais de 130 mil cópias. Assim, tornou-se o single ocidental mais vendido por lá em 2001
- 8"Waterloo" foi um relançamento da música original para promover o álbum relançado "Waterloo", em comemoração ao trigésimo aniversário.
- Apesar de não ser uma música muito popular do ABBA, a canção 'Our Last Summer' do álbum 'Super Trouper' foi número 1 por 12 semanas na Grécia em 1980, com 'Me And I' de B-side.
- 'I Have A Dream' foi a única música número 1 no Chipre. O B-side no Chipre foi 'If It Wasn't For The Nights.' Em 1985, 'If It Wasn't For The Nights' foi lançado como single no Chipre, mas alcançou apenas a 46ª colocação.

A UWC tem as paradas de sucesso de from 1966-1967, 1976-1977, 1986-1987, e 1996-presente. 